# Willem de Kooning

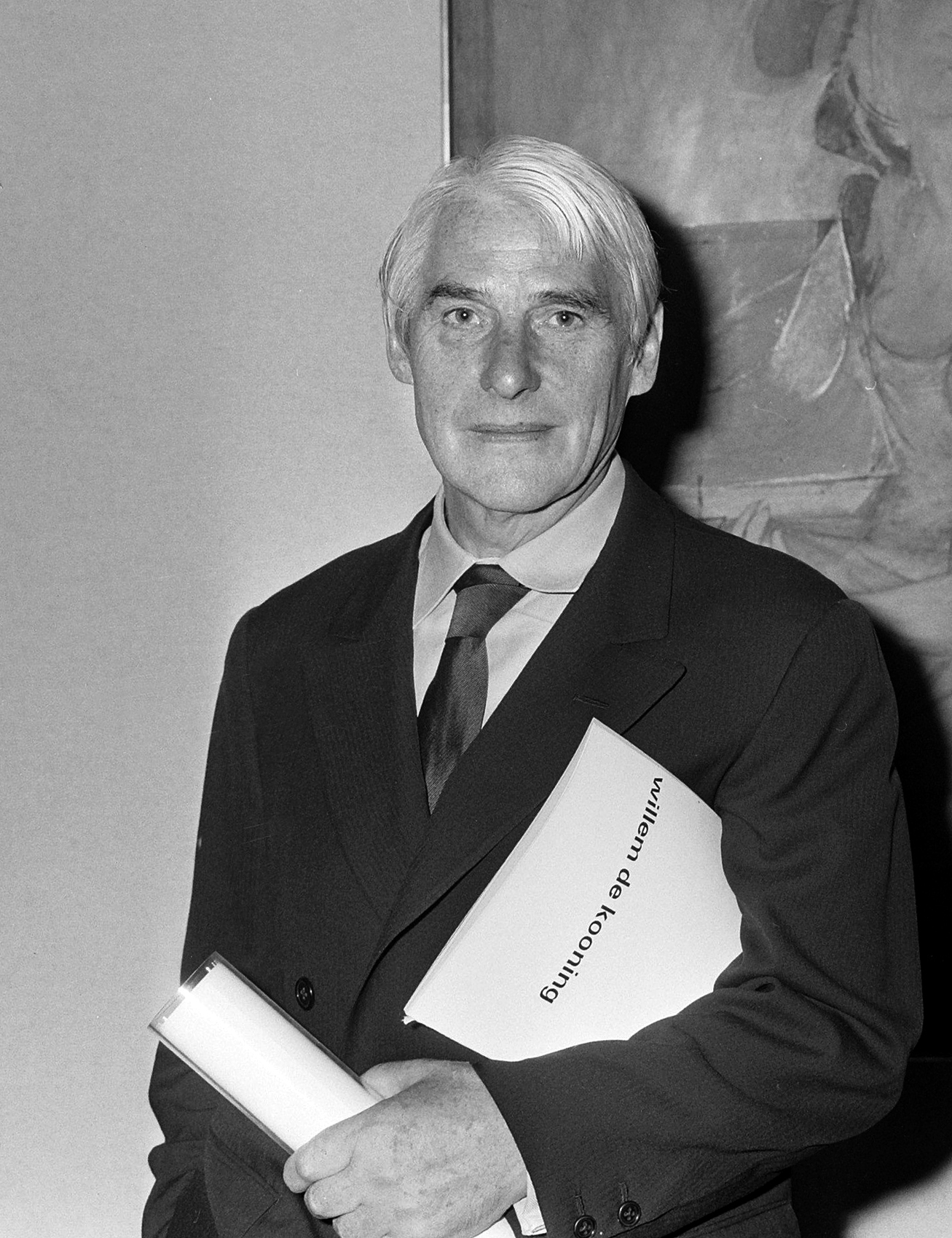
Willem de Kooning 1968.

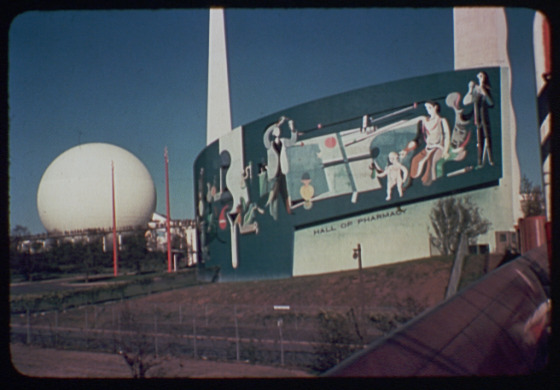
Mural av Willem de Kooning vid Hall of Pharmacy, New York World's Fair 1939.

Willem de Kooning, född 24 april 1904 i Rotterdam, död 19 mars 1997 i Springs, Long Island, New York, var en nederländsk-amerikansk målare, verksam i USA från 1926. 

## Konstnären
de Koonings föräldrar, Leedert de Kooning och Cornelia Nobel, skilde sig när Willem var fem år gammal och han uppfostrades av sin mor och en styvfar. 1916 fick han anställning vid ett dekorationsföretag och antogs vid ungefär samma tid vid Rotterdams konsthögskola där han studerade under de följande åtta åren. 1920 arbetade han med dekorationer på ett stort varuhus.
1926 tog han sig till USA som fripassagerare på ett fartyg och slog sig ned i Hoboken, New Jersey där han försörjde sig som hantverksmålare. Följande år flyttade han in i en ateljé på Manhattan och påverkades där starkt av inflytandet från konstnären, konstkännaren och konstkritikern Arshile Gorky. De två kom att förbli nära vänner. 
Från och med 1928 började han måla stilleben och modeller i en stil påverkad av inflytanden från Paris och Mexiko. I början av 1930-talet började han utforska abstraktion. Han hittade fram till biomorfa ("människoliknande") former och enkla geometriska kompositioner med det motsatsförhållande mellan formella element som kom att bli kännetecknande för hela hans konstnärskap. Han tidiga målningar liknade på många vis kollegorna John D. Grahams och Gorkys – en grupp närstående konstnärer som starkt påverkades av Pablo Picasso och Joan Miró som båda under samma tid uppnådde starka uttryck genom just enkla biomorfa abstraktioner.
I oktober 1935 inledde de Kooning sitt arbete för WPA:s Federal Art Project. I juli 1937 blev han tvungen att avsluta anställningen som en följd av sitt utländska medborgarskap, men denna tvååriga period blev den första då de Kooning på heltid kunde ägna sig åt kreativt arbete. Han ägnade sig både åt staffli- och muralmåleri, varav de senare aldrig blev genomförda. 
1938 påbörjade de Kooning, påverkad av Gorky, en serie målningar av manliga gestalter, bland andra Two men Standing, Man och Seated Figure (Classical Male) samtidigt som han inledde en non-figurativ serie verk i en lyrisk färgskala: Pink Landsacpe och Elegy. Han fortsatte att arbeta både figurativt och abstrakt in i 1940-talet och med tiden kom de eleganta linjerna i de abstrakta målningarna att hitta in i de figurativa. Under denna kreativa period tillkom figurativa verk som Woman and Standing Man vid sidan om namnlösa abstrakta verk där biomorfa former hela tiden antydde närvaron av människor i bilden. 1945 hade de Kooning till slut hittat en syntes mellan abstraktionen och det figurativa, till exempel i Pink Angel. Följande år var han för fattig för att kunna köpa färg och började arbeta i svart och vit emaljfärg. I dessa stora, abstrakta verk varierade han svart bakgrund med vita gestalter – som i Light in August 1946 och Black Friday 1849 – med vit grund och svarta detaljer – Zürich 1947 och Mailbox 1947-48. Efter denna tid återupptog han färgen i en serie verk där han med stor självsäkerhet bemästrade de fritt associativa kompositionerna som han arbetat med under så många år.

## Familjeliv och lärarperioden
1938 mötte de Kooning Elaine Fried och de gifte sig 1943. Elaine blev också en framgångsrik konstnär. Under 1940-talet blev de Kooning känd som en av den abstrakta expressionismens främsta företrädare och i mitten av 1950-talet var han erkänd som en av dess ledare. Han hade sin första enmansutställning vid Charles Egan Gallery i New York 1948, började undervisa vid Black Mountain College i North Carolina samma år och vid Yale School of Art drygt två år senare.
Kvinnan hade de Kooning använt som tema redan i början av 1940-talet och han återupptog motivet med de biomorfa kompositionerna 1947-49, men det var först 1950 som han uteslutande hängav sig åt detta tema. Sommaren det året påbörjade han Woman I och under följande två år genomfick målningen flera omdaningar samtidigt som de Kooning utförde flera målningar på samma tema. När de ställdes ut på Sidney Janis Gallery 1953 orsakade de en senastion: Samtidigt som alla de Koonings kollegor fortfarande verkade inom abstraktionen som allt mer börjat komformera till dekorativa kompositioner, kom här ett figurativt måleri med bjärta färger och vulgära motiv. Färgen tycktes utspydd på duken och kvinnorna, ansåg många, passade alltför väl med den moderne mannens allra mörkaste Freudianska instinkter. Woman II-VI 1952-53, Woman and Bicycle 1953 och Two Women in the Country 1954 var alla variationer på samma kvinnogestalt med illmarigt leende munnar med långa tandrader, övermoget hängande bröst, tomma blickar och söndersprängda lemmar. I klar kontrast till till exempel Jean Dubuffets Corps de Dame 1950 som, utan att vara ett dugg inställsam, behandlade kvinnan snarare som universell symbol i en jordnära färgskala.
1955 tog emellertid de Kooning upp detta symboliska tema i verk som till exempel Woman as Landscape där kvinnokroppen tycks uppslukad av bakgrunden. I en serie verk som följde – Police Gazette, Gotham News, Backyard on Tenth Street, Parc Rosenberg, Suburb in Havana, Door to the River och Rosy-Fingered Dawn at Louse Point skedde en utveckling från komplexa koloristiska kompositioner till enkla kompositioner utförda med breda penseldrag.
1963 flyttade de Kooning till East Hampton på Long Island och återvände där till sitt ursprungliga kvinnotema i bilder som Pastorale och Clam Diggers. I mitten av 1960-talet utförde han en serie bilder som blev lika kontroversiella som hans tidigare. Han målade dem liderligt med flödiga, färgintensiva penseldrag och gav sig hämningslöst hän åt motivet. Målningarna uppfattades som satirer över kvinnans anatomi. 
Hans senare verk som Whoise Name Was Writ in Water och Untitled III är lyriska och frodiga med skimrande vattenspeglar. I slutet av sitt liv hängav han sig allt mer åt lerskulptur.

## Sjukdomens konsekvenser
På 1980-talet fick de Kooning diagnosen Alzheimers sjukdom. En domstol fastslog att han inte kunde ta hand om sin egendom och den överläts därför åt konservatorer. Samtidigt såldes hans målningar för fantastiska summor: På Sotheby's gick Pink Lady (1944) för 3,6 miljoner dollar 1987 och Interchange (1955) för 20,6 miljoner två år senare. Hans hustru dog 1989.
Vilken betydelse man ska tillskriva de Koonings senare verk är omdiskuterat. Samtidigt som de återknyter till hans tidiga biomorfa kompositioner är de mer städade och knapphändiga, till och med grafiska. Somliga menar att hans sjukdom och hans försök att återhämta sig från ett liv som präglats av alkoholism gjorde att han aldrig lyckades leva upp till sin forna storhet. Andra ser i den sena utvecklingen en föregångare till det konstnärliga avantgardet under 1990-talet och början av detta sekel – till exempel Brice Marden. Några som stått honom nära hävdar istället att målningarna fördes bort för att säljas innan han hunnit måla klart dem.